# Mixochlora prasinus
Mixochlora prasinus är en fjärilsart som beskrevs av Butler 1879. Mixochlora prasinus ingår i släktet Mixochlora och familjen mätare. Inga underarter finns listade i Catalogue of Life.